# ألتشين علييف
ألتشين توفيق أوغلو علييف (18 سبتمبر 1967، باكو) — معماري أذربيجاني مشهور، كاتب، مؤرخ معماري، دكتور في الفنون (2014)، أستاذ، عضو في مجلس إدارة اتحاد معماريي أذربيجان (منذ 1994)، عضو في اللجنة السياسية لحزب البديل الجمهوري ورئيس لجنة الثقافة.

## حياته
ولد ألتشين علييف في 18 سبتمبر 1967 في باكو. تخرج بامتياز من كلية الهندسة المعمارية بمعهد المهندسين المعماريين الأذربيجانيين عام 1989. دافع عن أطروحة الدكتوراه في الهندسة المعمارية عام 1998.
فاز بجائزة مسابقة العمارة الدولية في باكو عام 2004، وحصل على "وسام الشرف الذهبي" في عام 2007. دافع عن أطروحة الدكتوراه حول "تصميم الديكور الداخلي الحديث في أذربيجان" في عام 2014.
ألتشين علييف أعد ونفذ أكثر من 70 مشروعاً في الهندسة المعمارية والتصميم. وقد حصل على جوائز وشهادات دبلوم من دول مختلفة.
حاليًا، ألتشين علييف عضو في لجنة العمل مع الشباب في اتحاد المعماريين الدولي ورئيس مهندسي "خدمة تحسين باكو".

## الإنجازات والتكريمات الرئيسية
- التخرج من كلية الهندسة المعمارية بامتياز (1989)
- دبلوم من لجنة البناء الحكومية لجمهورية طاجيكستان الاشتراكية السوفيتية(1989)
- دبلوم الدرجة الأولى من اتحاد المعماريين السوفيت (1989)
- دبلومات من اتحاد المعماريين الدولي(1997-1989)
- شهادة من اتحاد المعماريين الأذربيجاني(1989)
- دبلوم "مرشح في الهندسة المعمارية"، تكريم من اتحاد المعماريين الأذربيجاني، شهادة من جمعية الصداقة الأذربيجانية-الفرنسية(1999)
- شهادة وسام سيرجي رادونيجسكي من الكنيسة الأرثوذكسية الروسية (2002)
- دبلوم من مسابقة "إيتالديزاين" المعمارية، دبلوم من اتحاد المعماريين الأذربيجاني(2004)
- تكريم من اتحاد المعماريين الأذربيجاني وشهادة الوسام الذهبي الفخري (2005)
- دبلوم الدرجة الأولى لمعرض المراجعة الدولي الخامس عشر لأفضل مشروع في السنة (2008)
- دبلوم شرفي من مسابقة العمارة في تبليسي(2008)
- دبلوم الدرجة الأولى من اتحاد المعماريين الدولي لأفضل منشور معماري في السنة(2011)
- شهادة "ماستر معماري" من اتحاد المعماريين الأذربيجاني(2013)
- دبلوم "دكتور في الفنون"، دبلومات الدرجة الأولى والثانية من اتحاد المعماريين الدولي (2014)
- دبلوم الدرجة الأولى لمعرض المراجعة الدولي الثالث عشر لأفضل مشروع في السنة(2015)
- رخصة المعمار(2020)